# Дорожня поліція штату Огайо
Дорожня поліція штату Огайо (англ. Ohio State Highway Patrol) — правоохоронний орган американського штату Огайо. Є підрозділом Департаменту громадської безпеки Огайо.

## Історія
Дорожня поліція штату Огайо була заснована в 1933 році наказом полковника Лінна Блека. Спочатку дорожня поліція використовувала чорні машини з «крилатим колесом» зображеним на дверях. В 1966 на трасі Ohio Turnpike з'явилися білі автомобілі. В 1972 вже всі машини поліції були білими якими вони залишались до 1982, коли машини стали сріблястими. Такими вони залишались до 1991, коли машини стали темно-сірими з жовтою стрічкою. В 2002 було прийнято рішення про перехід на чорно-білу схему.
За весь час існування служби 38 поліцейських загинули під час виконання обов'язків, із них 16 авто- чи мотоаваріях, 8 були збиті, 7 були вбиті під час переслідування, 3 були застрелені, 2 в авіаційних аваріях, один помер від електричного струма, один помер від укусу бджоли.

## Допоміжна поліція
Допоміжна поліція була створена в 1942 році щоб замінити офіцерів, які вступили в Збройні сили США. Добровольці допоміжної поліції повинні були бути членами організації Американський легіон.
Зараз добровольці допоміжної поліції здійснюють патрулювання разом з офіцерами, допомагають на місцях аварій, допомагають у випадках природних катастроф та інших невідкладних випадках, патрулюють Ярмарок Огайо, тощо.

## Вступ до дорожньої поліції
Людина, що хоче ступити до Дорожньої поліції штату Огайо повинна відповідати наступним вимогам:
- Бути громадянином США
- Мати водійське посвідчення
- Бути не молодше 21 року
- Мати диплом про закінчення вищої школи або сертифікат GED[en]
- Сертифікат Академії офіцерів Огайо

Зазвичай від подання заявки до вступу до лав поліції проходить 3 місяці. Кандидати проходять співбесіду, перевірку на поліграфі, медичну перевірку та перевірку фізичної форми.

## Територіальна структура
Дорожня поліція поділяється на 8 районів, які поділяються на 55 постів, кожен з яких відповідає за 1-3 округи штату Огайо або за трасу Ohio Turnpike:
- Бакірус — 229 поліцейських
- Вілмінгтон — 156 поліцейських
- Джексон — 144 поліцейських
- Кембридж — 136 поліцейських
- Клівленд — 263 поліцейських
- Колумбус — 340 поліцейських
- Пікуа — 134 поліцейських
- Фіндлі — 162 поліцейських

## Структура
- Адміністративний офіс
- Офіс зв'язків з громадськістю
- Відділ кадрів
  - Підрозділ зв'язків, тренування та наймання
  - Підрозділ професійних стандартів, управління персоналом та адміністративних розслідувань
  - Відділ оцінки та покращення якості роботи
- Офіс стратегічних справ
  - Підрозділ комунікацій
    - Центр комунікацій
    - Офіс диспетчерів
    - Офіс кримінальної розвідки

  - Підрозділ логістики
  - Фіскальний підрозділ
  - Підрозділ управління об'єктами
  - Підрозділ електроніки та комунікацій
- Офіс спеціальних операцій
  - Підрозділ розслідувань
  - Служба розслідувань Огайо
  - Криміналістична лабораторія
  - Кримінальний патруль
- Офіс місцевих операцій
  - Офіс дорожньої безпеки Огайо
  - Команда охорони уряду
  - Команда охорони Капітолія
  - Підрозділ акредитації
  - Фотолабораторія
  - Підрозділ статистичного аналізу
  - Підрозділ охорони
  - Команда авіації
  - Підрозділ ліцензування та комерційних стандартів
  - Допоміжна поліція
  - Підрозділ розслідування зіткнень

## Автомобілі
Дорожня поліція штату Огайо використовує:
- Chevrolet Tahoe
- Chevrolet Impala
- Dodge Charger
- Dodge Durango
- Ford Crown Victoria
- Jeep Cherokee

## Звання
| Звання            | Знак |
| ----------------- | ---- |
| Полковник         |      |
| Підполковник      |      |
| Майор             |      |
| Капітан           |      |
| Старший лейтенант |      |
| Лейтенант         |      |
| Сержант           |      |
| Офіцер            |      |

У Дорожній поліції штату Огайо 1 полковник, 2 підполковники, 4 майори, 21 капітан, 42 старших лейтенанти, 99 лейтенантів, 325 сержантів та 1 077 офіцерів.

## Статистика
В 2014 році офіцери дорожньої поліції арештували 24 706 водіїв за водіння в нетверезому стані, виписали штрафи 33 407 водіям за водіння без прав, 108 194 водіям за водіння з непристебнутим ременем безпеки, здійснили 3 990 арештів за тяжкі злочини, 11 166 арештів за злочини пов'язані з наркотиками, 493 арешти за незаконне володіння зброєю, винесли 433 278 попереджень та 968 645 разів допомогли водіям. 709 чоловік були звинувачені у спротиві арешту.

## Демографія
Серед офіцерів дорожньої поліції:
- чоловіки — 91 %
- жінки — 9 %
- білі — 86 %
- афроамериканці — 11 %
- латиноамериканці — 3 %